# Abellerol de Madagascar
L'abellerol de Madagascar (Merops superciliosus) és una de les 28 espècies d'aus del gènere Merops, dins la família dels meròpids (Meropidae). Antany, es va considerar coespecífic amb l'espècie Merops persicus. A finals del segle xx, es van separar en dues espècies diferents, però es va produir una certa confusió amb el nom comú, de manera que, de vegades, en alguns texts, són anomenats indistintament les dues espècies com a abellerol gola-roig.

## Hàbitat i distribució
Camp obert, pantans, canyars i terres de conreu d'Àfrica, al Sudan del Sud, Etiòpia, Somàlia, República Democràtica del Congo, Ruanda, Burundi, Uganda, Kenya, Tanzània, Zàmbia, Malawi, sud-oest d'Angola i nord-oest de Namíbia, nord-est de Botswana, nord de Zimbàbue, sud-est de Moçambic, extrem nord-est de Sud-àfrica, Madagascar i les Illes Comores.